# KV41
A KV41, no Vale dos Reis, foi a última tumba descoberta por Victor Loret, e não foi escavada ou examinada. O dono original é incerto, mas a egiptóloga Elizabeth Thomas sugere que pode ter sido da rainha Teticheri, da décima sétima dinastia. Se este for o caso, essa pode ter sido a primeira construída para uma rainha no vale.